# Кохання з повідомленням
Кохання з повідомленням (англ. Two Weeks Notice) — романтична комедія з Г'ю Грантом та Сандрою Буллок в головних ролях.

## Сюжет
Адвокат Люсі Келсон присвятила своє життя боротьбі з будівельними корпораціями, що руйнують пам'ятники нью-йоркської архітектури на догоду зведенню хмарочосів. Але коли власник однієї з таких компаній, нахабний плейбой Джордж Уейд, пропонує їй працювати на нього, Люсі, пам'ятаючи приказку «тримай друзів близько, а ворогів ще ближче», погоджується.
Ідилія триває недовго — Джордж, що знайшов в особі дівчини не тільки вірного соратника в бізнесі, але і безвідмовного порадника з усіх питань, починаючи з вибору краватки і закінчуючи особистими проблемами, вже через декілька місяців дістає Люсі настільки, що та подає заяву про звільнення. Згідно із законом, вона зобов'язана відпрацювати ще два тижні, і лише тут обидва розуміють, що значать один для одного набагато більше, ніж їм здавалося.